# Pál Emőke
Pál Emőke (Gyergyószentmiklós, 1988. december 1. –) magyar színész.

## Életpálya
Középiskolai tanulmányait a székelyudvarhelyi Tamási Áron Gimnázium természettudományi szakán végezte 2004–2008 között. A Babeș–Bolyai Tudományegyetem Színház és Televízió Karán színész szakon diplomázott 2011-ben. Ezzel párhuzamosan pedagógia-színészpedagógia képzést szerzett a Babeș–Bolyai Tudományegyetem pedagógiai moduljának keretében. Mesterképzését szintén a Színház és Televízió Karon, színész szakon végezte 2011–2013 között. 2013-ban Devising és fizikai színház képzésen vett részt Jacques Lecoq metodikája nyomán, a London International School of Performing Arts keretében. 2013 óta a Színház és Televízió Kar doktori iskolájának hallgatója.

## Munkásság

### Munkahelyek és szerepek
- Liget – Váróterem Projekt, Kolozsvár, írta és rendezte Botos Bálint (2017/2018)
- Neverland – 3G Színház, Marosvásárhely, írta Alexa Băcanu, rendezte Leta Popescu  (2017/2018)
- Sárkány-művek – Váróterem Projekt, Puck Bábszínház, Kolozsvár, írta Bertóti Johanna; rendezte Imecs-Magdó Levente (2017/2018)
- Reacting Chernobyl – rendezte Cosmin Matei; Váróterem Projekt, Kolozsvár (2016/2017)
- Pas(sz) –  Reciproca egyesület előadása; Kolozsvár, írta Lovassy Cseh Tamás; rendezte Leta Popescu (2016/2017)
- Zéró –  Váróterem Projekt, Kolozsvár, rendezte: Botos Bálint (2015/2016)
- Egy távoli emlék töredékei – Shoshin Színházi Egyesület, Kolozsvár, rendezte Köllő Csongor (2015/2016)
- Body Memory – Residui Teatro, Spanyolország, Madrid, rendezte Gregorio Amicuzi, Raquel Alarcón, Köllő Csongor (2015/2016)
- Antigone családja: a vakság történetei –  Regula contra Regulam Teatro, Shoshin Színházi Egyesület koprodukciójában, rendezte Raúl Laiza (2015)
- Double Bind –  Marosvásárhelyi Nemzeti Színház (Liviu Rebreanu és Tompa Miklós Társulat), Marosvásárhely, írta és rendezte Kincses Réka és Alina Nelega (2015)
- A Pentheszilea-program, Ariel Színház, Tompa Miklós Társulat, Marosvásárhely,  írta és rendezte: Kincses Réka (2013/2015)
- Tea with Me – Babeș-Bolyai Tudományegyetem Színház és Televízió Kar, Kolozsvár, egyéni előadás, rendezte: Hatházi András (2012/2013)
- Shakespeare: Szentivánéji álom,  Akademie für darstellende Kunst, Németország, Ulm, rendezte: Rebecca Seiler, Danu Bus Tour (2012. június–július)
- Improvizált maszkjáték gyerekekkel, Danu Bus Tour (2012. június–július)
- Kézdivásárhelyi Városi Színház,  (2011. augusztus – 2012. január)
- Carlo Goldoni: Két úr szolgája, Akademie für darstellende Kunst, Németország, Ulm, rendezte: Rebecca Seiler, Danu Bus Tour (2010. július–augusztus)
- Kele Fodor Ákos: Az ördög és a szűz – Erdélyi Magyar Vándorszínház, rendezte: Csuja László (2009. július–augusztus)

### Filmek
- Valan – Az angyalok völgye, rendezte Bagota Béla (2019)
- Békeidő, rendezte Hajdu Szabolcs (2020)
- Magasságok és mélységek, rendezte Csoma Sándor (2022)

### Rövidfilmek
- 33 fehér egérke, rendezte Mészáros Péter (2016)
- Képzavar, rendezte Fazekas Gyöngyi (2015)
- #mirror, rendezte Besenyei Katalin (2015)
- Minority, rendezte Kincses Réka (2014)
- Saudade, rendezte Fazekas Gyöngyi (2014)
- Márió, rendezte Klopfstein-László Bálint (2014)
- Akasztófa, rendezte Székely Előd (2014)
- Jég alatt, rendezte László Barna (2014)
- Szívdoboz, rendezte Köllő Ildikó (2013)
- Kegyes halál, rendezte Halmen József (2013)
- Áldozók, rendezte Papp Máté (2013)

## Díjak
- Legjobb színésznő: Fiatal Színészek Gálája, Costinești (2013). Az UNITER (Román Színházi Szövetség) szervezésében a A Dragon in my Mind egyéni előadás, írta és rendezte: Pál Emőke
- A „2013-as év legjobb 30 év alatti  színésznője” díj a Játéktér munkatársainak szavazata alapján
- Különdíj a Szívdoboz című filmben nyújtott alakításért; rendezte: Köllő Ildikó
- BIG Filmfesztivál, Budapest (2014)
- Magyar Mozgókép Díj – A legjobb női főszereplő (2023)

### Esszéi
- A "költői test", avagy színészképzés Jacques Lecoq nyomán
- Testemlékezet és diktatúra